# Tournoi de tennis de Caldas da Rainha
Le tournoi de tennis de Caldas da Rainha est un tournoi de tennis féminin du circuit professionnel WTA qui se joue sur terre battue en extérieur.
Il est initialement créé en 2025 pour rejoindre les tournois classés en WTA 125.

## Palmarès

### Simple
| No | Date       | Nom et lieu du tournoi                                      | Catégorie | Dotation  | Surface      | Vainqueure | Finaliste | Score |         |
| -- | ---------- | ----------------------------------------------------------- | --------- | --------- | ------------ | ---------- | --------- | ----- | ------- |
| 1  | 15-09-2025 | Full Protein Caldas da Rainha Ladies Open, Caldas da Rainha | WTA 125   | 115 000 $ | Terre (ext.) |            |           | NC    | Tableau |

### Double
| No | Date       | Nom et lieu du tournoi                                     | Catégorie | Dotation  | Surface      | Vainqueures | Finalistes | Score |         |
| -- | ---------- | ---------------------------------------------------------- | --------- | --------- | ------------ | ----------- | ---------- | ----- | ------- |
| 1  | 15-09-2025 | Full Protein Caldas da Rainha Ladies Open Caldas da Rainha | WTA 125   | 115 000 $ | Terre (ext.) |             |            | NC    | Tableau |